# 월드 오브 워크래프트 클래식
《월드 오브 워크래프트 클래식》(World of Warcraft Classic)은 MMORPG 월드 오브 워크래프트의 서버 옵션이다. 게임의 메인 버전과 함께 실행하는 "클래식"은 게임이 마치 최초 확장팩 불타는 성전 이전에 있는 것처럼 게임을 재창조시킨다. 블리즈컨 2017에서 발표되었으며 2019년 8월 26일 PDT 오후 3시에 전 세계에 동시 출시되었다.

## 평가
PC 게이머는 100점 만점 중 80점을 부여하면서 "WoW 클래식은 새로운 버전의 상징적인 게임 그 이상이며 온라인에서 사람들과 소통하는 것이 신기하고 신나게 느껴진다"고 언급하였다. 폴리곤은 클래식의 난이도, 그리고 현대판 게임 대비 사회적 연결을 육성하는 전반적 디자인에 좋은 평가를 주었다.